# Folderøyholmen
Folderøyholmen est une île norvégienne du comté de Hordaland appartenant administrativement à Bømlo.

## Description
Rocheuse et couverte d'arbres, elle s'étend sur environ 532 m de longueur pour une largeur approximative de 366 m. Elle compte deux habitations. 